# Heilig Hartkerk (Breedhout)

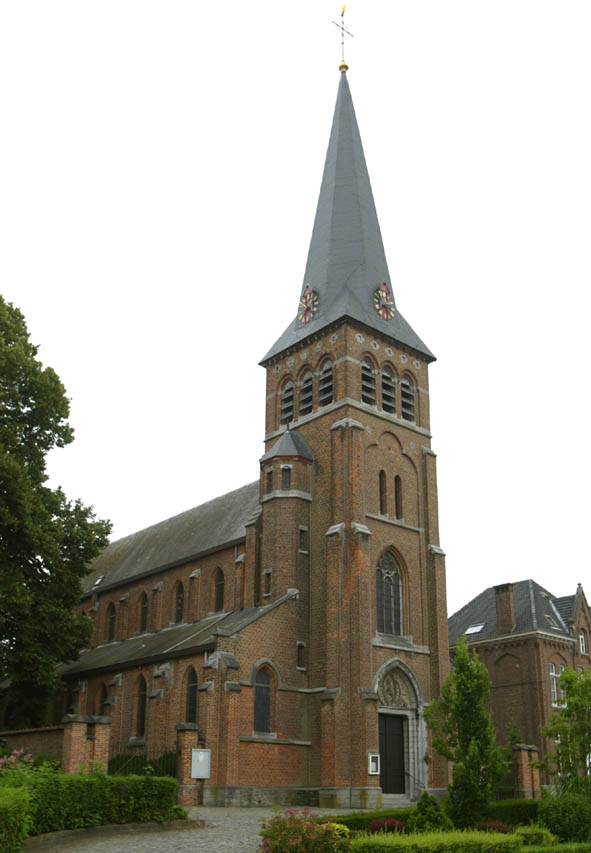
Heilig Hartkerk

De Heilig Hartkerk is de parochiekerk van de tot de Vlaams-Brabantse gemeente Halle behorende plaats Breedhout, gelegen aan de Lenniksesteenweg 617.
Het betreft een neogotisch basilicaal kerkgebouw dat naar het westen is georiënteerd. De voorgebouwde toren staat dus in het oosten.